# Boys and Girls
Boys and Girls är det sjätte studioalbumet av den brittiske sångaren och låtskrivaren Bryan Ferry, släppt den 3 juni 1985. Albumet var Ferrys första sedan uppbrottet från Roxy Music 1983. Boys and Girls blev också Ferrys första och hittills enda sololistetta i Storbritannien, samt hans mest framgångsrika soloalbum i USA, där albumet fick guldcertifikat.
Låtarna Slave To Love, Don't Stop the Dance och Windswept från albumet släpptes som singlar, alla tre med stor framgång. Ett flertal berömda musiker medverkade på albumet, däribland gitarristerna Neil Hubbard och Keith Scott, som spelade varsitt solo i Slave To Love, men även Dire Straits gitarrist Mark Knopfler, Pink Floyds gitarrist David Gilmour och Chics gitarrist Nile Rodgers.

## Låtlista
Alla låtar skrivna av Bryan Ferry om inte annat anges.
| Nr           | Titel                               | Längd |
| ------------ | ----------------------------------- | ----- |
| 1.           | Sensation                           | 5:07  |
| 2.           | Slave To Love                       | 4:26  |
| 3.           | Don't Stop The Dance (Ferry/Davies) | 4:20  |
| 4.           | A Waste                             | 1:00  |
| 5.           | Windswept                           | 4:32  |
| 6.           | The Chosen One                      | 4:51  |
| 7.           | Valentine                           | 3:46  |
| 8.           | Stone Woman                         | 5:03  |
| 9.           | Boys and Girls                      | 5:12  |
| Total längd: | Total längd:                        | 38:24 |